# Албуфейра
Албуфе́йра (порт. Albufeira; [aɫbu'fɐiɾɐ]) — город и морской порт на юге Португалии, центр одноимённого муниципалитета в округе Фару. Численность населения — около 31 тыс. жителей (город), 44 164 жителей (муниципалитет). Город и муниципалитет входят в регион Алгарви и субрегион Алгарви. Входит в состав городской агломерации Большое Алгарви.
Благодаря бурной ночной жизни (бары, дискотеки, известные рестораны), частым вечеринкам и одним из самых красивых пляжей в Португалии, Албуфейра стала одним из главных туристических центров страны и, соответственно, выделяется как португальский город с наибольшим числом иностранных жителей: 22,5% постоянного населения родились за границей, а именно в других европейских странах.
Албуфейра также является одним из самых популярных туристических направлений в Португалии.

## Расположение
Город расположен на берегу Атлантического океана.
Расстояние до:
- Лиссабона — 197 км,
- Фару — 30 км.

Муниципалитет граничит:
- на северо-востоке — с муниципалитетом Лоле,
- на северо-западе — с муниципалитетом Силвиш,
- на юге — с Атлантическим океаном.

## Этимология
Топоним Албуфейра происходит от арабского слова البحيرة (al-Buħayra), обозначения VIII века, которое означает "лагуна" или "у моря", или, по мнению других специалистов, морской замок, стоящий амфитеатром над морем. От арабского периода сохранились узкие улочки, старый замок и очень белые дома со шпалерами и арками.
Албуфейра известна тем, что 27 мая 1965 года Пол Маккартни по пути туда из аэропорта Лиссабона он написал в машине текст всемирно известной песни "Yesterday".

## Население
| Население муниципалитета Альбуфейра (1801—2004) | Население муниципалитета Альбуфейра (1801—2004) | Население муниципалитета Альбуфейра (1801—2004) | Население муниципалитета Альбуфейра (1801—2004) | Население муниципалитета Альбуфейра (1801—2004) | Население муниципалитета Альбуфейра (1801—2004) | Население муниципалитета Альбуфейра (1801—2004) | Население муниципалитета Альбуфейра (1801—2004) | Население муниципалитета Альбуфейра (1801—2004) |
| ----------------------------------------------- | ----------------------------------------------- | ----------------------------------------------- | ----------------------------------------------- | ----------------------------------------------- | ----------------------------------------------- | ----------------------------------------------- | ----------------------------------------------- | ----------------------------------------------- |
| 1801                                            | 1849                                            | 1900                                            | 1930                                            | 1960                                            | 1981                                            | 1991                                            | 2001                                            | 2004                                            |
| 4537                                            | 7443                                            | 10 980                                          | 14 444                                          | 14 736                                          | 17 218                                          | 20 949                                          | 31 543                                          | 35 281                                          |

## Достопримечательности
- Мавританский замок — крепость в Падерне.

## Экономика
Туризм и торговля являются основным видом деятельности в городе.

## Районы
| Фрегезии (районы) муниципалитета Албуфейра | Фрегезии (районы) муниципалитета Албуфейра | Фрегезии (районы) муниципалитета Албуфейра | Фрегезии (районы) муниципалитета Албуфейра | Фрегезии (районы) муниципалитета Албуфейра | Фрегезии (районы) муниципалитета Албуфейра | Фрегезии (районы) муниципалитета Албуфейра |
| ------------------------------------------ | ------------------------------------------ | ------------------------------------------ | ------------------------------------------ | ------------------------------------------ | ------------------------------------------ | ------------------------------------------ |
| №                                          | Наименование                               | Оригинальное наименование                  | Кол-во жителей чел. (2001)                 | Территория км²                             | Плотность чел./км²                         | Почтовый индекс                            |
| 1                                          | Албуфейра                                  | Albufeira                                  | 16 237                                     | 29,78                                      | 545,23                                     | 8200-000 ALBUFEIRA                         |
| 2                                          | Гия                                        | Guia                                       | 3630                                       | 28                                         | 129,64                                     | 8200-000 GUIA ABF                          |
| 3                                          | Ольюш-ди-Агуа                              | Olhos de Água                              | 3221                                       | 15,69                                      | 205,29                                     | 8200-000 ALBUFEIRA                         |
| 4                                          | Падерни                                    | Paderne                                    | 3504                                       | 58,49                                      | 59,91                                      | 8200-000 PADERNE ABF                       |
| 5                                          | Феррейраш                                  | Ferreiras                                  | 4951                                       | 24,64                                      | 200,93                                     | 8200-000 ALBUFEIRA                         |

## Фотографии

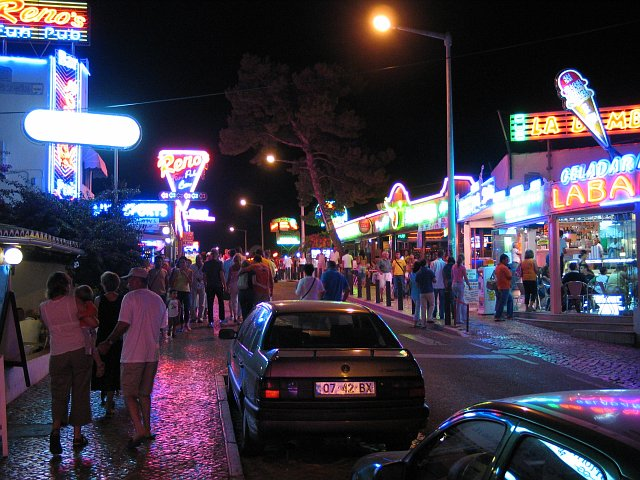
Ночная жизнь в Албуфейра
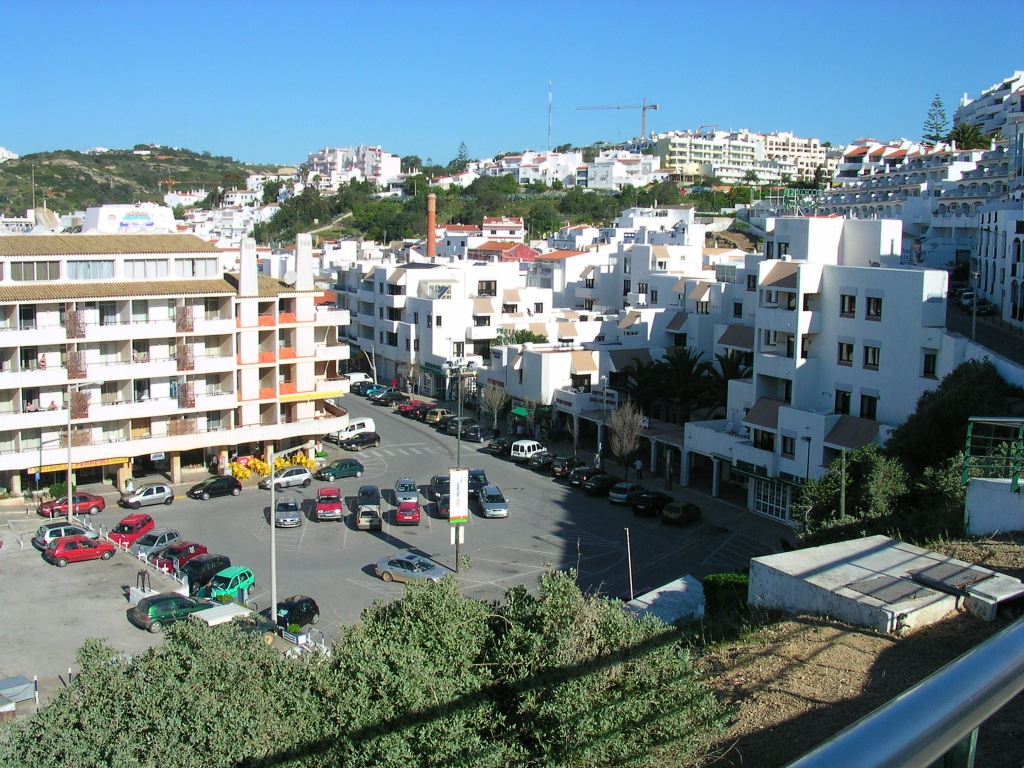
В городе Албуфейра
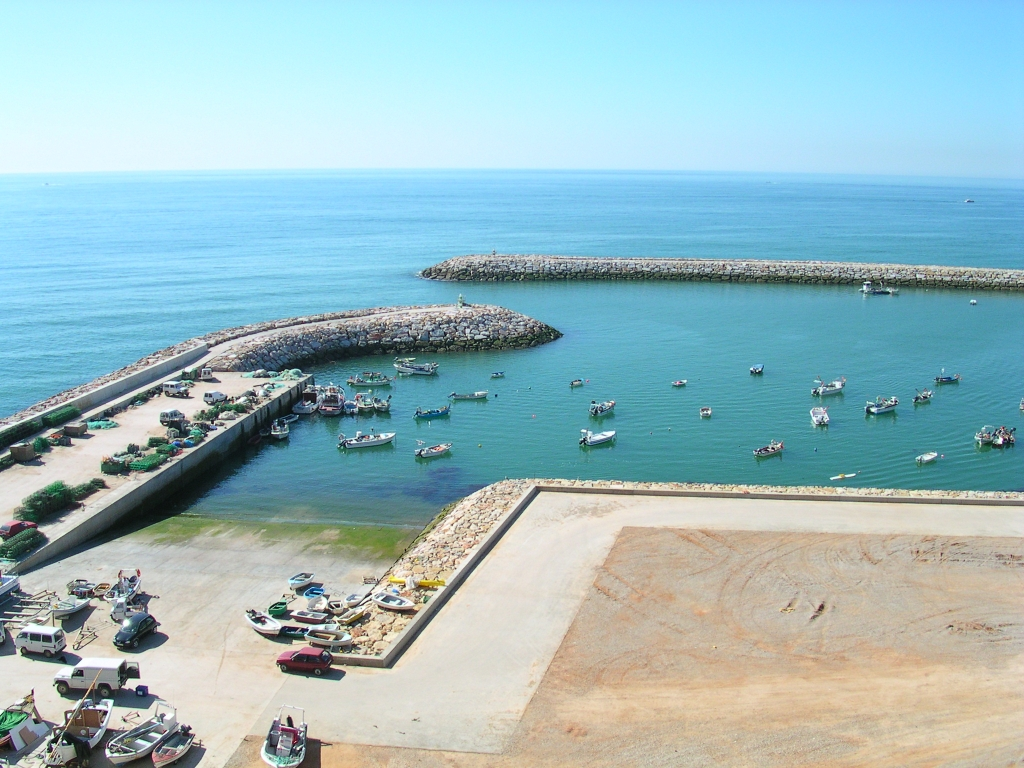
Гавань в Албуфейре